# سلويات
السلويات (بالإنجليزية: amniotes)‏ هي مجموعة تصنيفية من رباعيات الأطراف والتي تضع بيضات بداخلها بغشاء سلوي. وهذا تكيف يمكنها من وضع البيض على اليابسة بدلاً من وضعها في المياه كما تفعل الحيوانات اللاسلوية (بالإنجليزية: anamniotes)‏ مثل الأسماك. السلويات تتضمن مندمجات الأقواس ( التي تفرعت منها بعد ذلك الثدييات التي تلد وأقاربها) والزواحف وهي تشمل التمساحيات و الحرشفيات والطيور وأسلافها التي تضع بيضاً. الأجنة السلوية سواء كانت تباض أو تولد تحملها الأنثى وتحمي عدة أغشية الجنين في داخل كيس سلوي سواء في البيضة أم في رحم الثدييات.

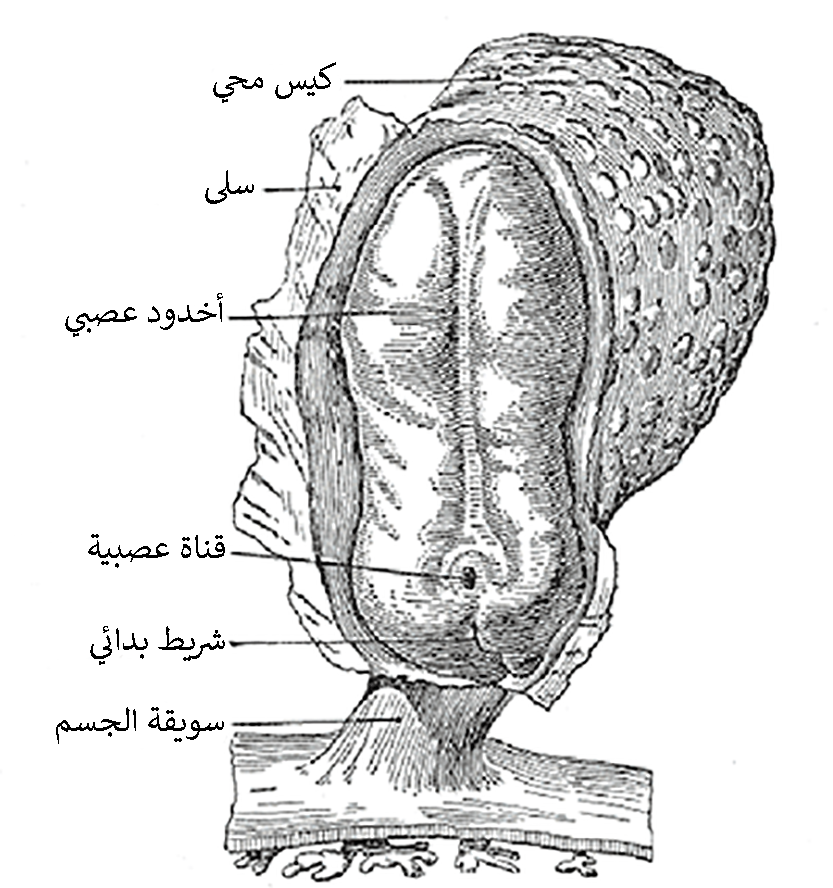
غشاء سلوي مفتوح لجنين بشري عمره 30 يوم ؛ حجمه 2 مليمتر. الغشاء السلوي Amnion يغطي الجنين وكيس الصفار.

في الثديات الحقيقة (بالإنجليزية: eutherian)‏ (ذات المشيمة كالإنسان) ، تشمل هذه الأغشية الكيس السلوي الذي يحيط بالجنين. الأغشية الجنينة وعدم وجود المرحلة اليرقية هي ما يميز الحيوانات السلوية عن الفقاريات رباعية الأطراف البرمائية.

## تطورها
ساعد تكاثر الحيوانات الفقرية السلوية خارج الماء على احتلال بيئة جديدة لمعيشتها بعيدا عن حيوانات أخرى تعيش في الماء. ساعدها في ذلك نشأة غطاء داخلي يحيط ببيضة الحيوان السلوي، يحتوي الكيس السلوي على سائل يمنع جفاف الجنين، وهذا ما نجده في الزواحف والطيور و كذلك الكظاميات (مثل خلد الماء) التي ترضع نسلها . فأصبح في استطاعة تلك الحيوانات الانتشار على اليابسة في مناطق قريبة من المياه وكذلك أماكن جافة . وتطورت تلك الحيوانات مع الزمن وتكوّن لها رحم ومشيمة بحيث أن أصبح الجنين يتكون وينمو داخل جسم الأنثى . داخل البيضة أو داخل الرحم يوجد الجنين في سائل يملأ الغشاء المسمى سلى ، فيحميه من الجفاف.
كما يوجد داخل كيس السلى كيس الصفار، كما نعرفه من بيض الدجاج، يعمل هذا الصفار على تغذية الجنين اثناء نموه ومده بالطاقة. نجد ذلك في كل الحيوانات السلوية من زواحف وطيور، وكذلك في الثدييات ومن ضمنها الإنسان. ولكن كيس السلى في الإنسان ليست له فاعلية ولا يتكون فيه الصفار، إذ أن المشيمة في حالة الإنسان تقوم بوظيفتها في تغذية الجنين . الكيس السلوي في الإنسان هو منقرض، وهو من بقايا الأسلاف القدماء جدا من السلويات.
في الصورة المجاورة لجنين بشري يرى كيس الصفار Yolk-sac.

## التصنيف

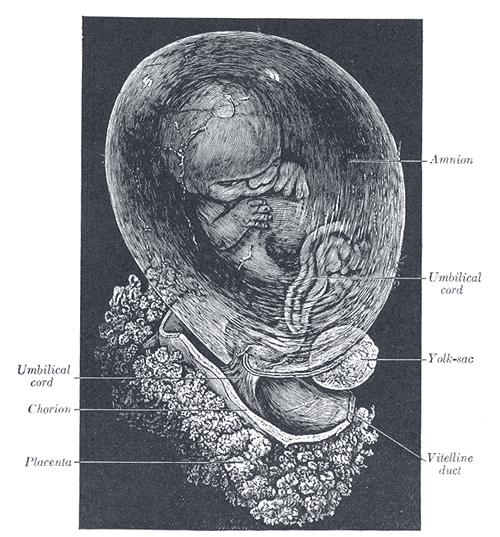
جنين إنساني عمرة 8 أسابيع ؛ ويرى جزء من المشيمة في الأسفل ، بينما يحيط بالجنين كيس السلى محتويا على سائل.

أدخل العالم الألماني «إيرنست هيكيل» هذا التعريف Amnionthiere (حيوانات سلوية) في عام 1866 للفقاريات العليا الزواحف والطيور والثدييات بغرض التفرقة بينها وبين لاسلويات Anamnia التي تشمل الأسماك والبرمائيات .
الحيوانات اللاسلوية تشمل الأسماك والبرمائيات مثل ضفدع وسمندر والضفدع الثعباني.

## اقرأ أيضا
- تطور الثدييات